# Šmartno pri Slovenj Gradcu
Šmartno pri Slovenj Gradcu este o localitate din comuna Slovenj Gradec, Slovenia, cu o populație de 1.257 de locuitori.